# Ерік Тюммерс
Е́рік Тю́ммерс (нід. Erik Tummers; народився 1 травня 1985, Гелен, Нідерланди) — нідерландський хокеїст, захисник. Тепер виступає за «Гелен Ітерс» в Ередивізі. У складі національної збірної Нідерландів учасник кваліфікаційного турніру до зимових Олімпійських ігор 2010, учасник чемпіонатів світу 2006 (дивізіон I), 2007 (дивізіон I), 2008 (дивізіон I) і 2009 (дивізіон I). У складі молодіжної збірної Нідерландів учасник чемпіонатів світу 2004 (дивізіон II) і 2005 (дивізіон II). У складі юніорської збірної Нідерландів учасник чемпіонатів світу 2002 (дивізіон II) і 2003 (дивізіон II).
Виступав за «Гелен Ітерс», «Векше Лейкерс», «Неймеген Імперорс».